# De spacevarkens
De spacevarkens is het 144ste album van de Vlaamse stripreeks De avonturen van Urbanus en verscheen in 2011 in België. De tekenaar is Willy Linthout en het scenario is van De avonturen van Urbanus.

## Verhaal
Wanneer Urbanus verslaafd is aan het televisieprogramma 'De spacevarkens' is, is hij niet meer van het televisiescherm af te krijgen. Maar later ontdekt hij van God de Vader dat hij nog achterstallige huur moet betalen van zijn verblijven bij Oktaviëtte en zijn kinderen in de hemel. In de hemel moet hij hard werken, maar hij wil 'De spacevarkens' nog zien.

## Culturele verwijzingen
- Hier komt Piet Huysentruyt in voor, maar in het album onder de naam: Piet Luysenfluyt. Eufrazie zei dat de plastische chirurgie goed gelukt was omdat in album 136 De Killerkok, Piet Luysenfluyt zijn eigen gezicht afsneed en het achterwerk van Nabuko Donosor op zijn gezicht had gezet.